# Mitropapokal 1963
Der Mitropapokal 1963 war die 23. Auflage des Fußballwettbewerbs. MTK Budapest gewann das in Hin- und Rückspiel ausgetragene Finale gegen Vasas SC.

## Viertelfinale
|                 | Gesamt |                      | Hinspiel | Rückspiel |
| --------------- | ------ | -------------------- | -------- | --------- |
| Baník Ostrava   | 1:6    | Vasas SC             | 1:1      | 0:5       |
| FK Austria Wien | 3:4    | Željezničar Sarajevo | 2:0      | 1:4       |
| Admira Wien     | 2:5    | AC Turin             | 1:0      | 1:5       |
| MTK Budapest    | 2:1    | FC Bologna           | 1:1      | 1:0       |

## Halbfinale
|                      | Gesamt |              | Hinspiel | Rückspiel |
| -------------------- | ------ | ------------ | -------- | --------- |
| Željezničar Sarajevo | 1:2    | MTK Budapest | 1:1      | 0:1       |
| Vasas SC             | 6:3    | AC Turin     | 5:1      | 1:2       |

## Finale
|              | Gesamt |          | Hinspiel | Rückspiel |
| ------------ | ------ | -------- | -------- | --------- |
| MTK Budapest | 3:2    | Vasas SC | 2:1      | 1:1       |